# Wikidemocracia
La wikidemocracia es una democracia digital en la cual se combina el uso de wikilegislaciones a la hora de redactar las leyes, y el uso del wikigobierno a la hora de priorizar políticas públicas.

## Wikigobierno
Wikigobierno es una plataforma en línea e interactiva que permite a ciudadanos registrados criticar, proponer y votar cualquier decisión a tomar por el gobierno, en términos de párrafos de decretos u otros documentos.

### Aplicación actual
El Gabinete Digital del estado brasileño Rio Grande do Sul es un programa de participación digital y física en aplicación desde 2003. La ciudadanía propone cambios en las políticas públicas vinculadas a distintos programas. Por otra parte se abren grandes consultas sobre temas generales y la propia comunidad realiza propuestas y prioriza las que considera mejores, que son las que después el gobierno implementa. 
Better Iceland y Better Reykjavik son dos proyectos de democracia participativa y wikigobierno en Islandia. Better Reykjavik se incorporó al gobierno de la capital islandesa.[¿cuándo?] Ambas plataformas han servido para que la participación ciudadana impulse los procesos de cambio en Islandia y han sido incorporadas por los nuevos gobiernos. Los ciudadanos incorporan ideas, debaten y priorizan. Se han habilitado espacios para participar en instituciones públicas (oficinas de correo, bibliotecas, ayuntamientos, etc.). El Best Party redactó su programa electoral recogiendo 100 ideas priorizadas por la comunidad.

## Wikilegislación
El nombre implica un gobierno con una legislatura cuyo códice de leyes es una wiki editable, como Wikipedia. De hecho, este tipo de sistema interactivo para el debate político ha sido defendida por  J. Manuel Feliz-Teixeira como un tipo de gobierno viable actualmente. Él prevé un wiki-sistema en el que habría tres pilares: legislativo, ejecutivo y judicial, para que todos los ciudadanos puedan tener una voz con acceso gratuito a un wiki y una identificación personal (DNIe) para reformar continuamente las políticas hasta que son votadas.
Por otro lado, Peter Levine está de acuerdo en que una wikidemocracia aumentaría el debate sobre temas políticos y morales, pero no está de acuerdo con Feliz-Teixeira, el cual sostiene que una wikidemocracia eliminaría la necesidad de los representantes y las estructuras gubernamentales formales.
El término también se ha utilizado de una manera más general para referirse a los valores democráticos y los entornos que ofrecen las wikis.

### Aplicación actual
Un ejemplo de aplicación de wikilegislación es el Marco Civil de Internet, de principios de 2013 en Brasil. El gobierno brasileño presenta un borrador al cual la ciudadanía aporta sus enmiendas en varias fases hasta conseguir una legislación equilibrada por todas las aportaciones. Cada texto se convierte en una entrada del blog abierto a comentarios. En el caso de Marco Civil do Internet, estuvo abierto unos 50 días, y tuvo unos 800 comentarios. Los comentarios fueron compilados en un documento de fácil visualización. El documento tuvo casi 600 páginas. Para facilitar la visualización, la información se puso a disposición como datos abiertos y con herramientas de apoyo. Se recibieron casi 1200 comentarios directos al texto, incluyendo numerosas contribuciones institucionales. Los aportes realizados en papel (en oficinas habilitadas tal efecto) fueron digitalizados. Este proceso de elaboración de leyes de forma participativa y transparente se ha convertido en un referente internacional.[cita requerida]